# Kalino
Kalino – wieś w Polsce położona w województwie łódzkim, w powiecie łódzkim wschodnim, w gminie Rzgów.
Miejscowość istniała już w XII wieku pod nazwą Kalno. Nazwa pochodzi od wyrazu "kal" oznaczającego błoto.
We wsi znajduje się mały cmentarz wojenny. Pierwotnie w granicach wsi znajdował się wybudowany na początku XX wieku kościół – obecnie w granicach wsi Przypusta w gminie Brójce. W miejscowości istnieje kaplica
Przez wieś przebiega droga asfaltowa, powiatowa nr 02922E.
W latach 1975–1998 miejscowość administracyjnie należała do ówczesnego województwa łódzkiego.